# Gare de Saint-Béron - La Bridoire
Gare de Saint-Béron - La Bridoire vasútállomás Franciaországban, Saint-Béron településen.

## Vasútvonalak
Az állomást az alábbi vasútvonalak érintik:
- St-André-le-Gaz–Chambéry-vasútvonal

## Kapcsolódó állomások
A vasútállomáshoz az alábbi állomások vannak a legközelebb:
- Gare de Lépin-le-Lac - La Bauche
- Gare de Pont-de-Beauvoisin